# Raión de Kotayk
El raión de Kotayk es uno de los tres raiones que forman la provincia armenia de Kotayk. Se encuentra en el centro-sur de la provincia, con una población a fecha de 12 de octubre de 2011 era de 11 089 habitantes.
Está formado por las siguientes localidades:
- Abovyan 43 495
- Akunk 1876
- Aramus 3412
- Arinj 6220
- Arzni 2422
- Balahovit 3435
- Byureghavan 9513
- Dzoraghbyur 2124
- Garni 6910
- Geghadir 738
- Geghard 363
- Geghashen 3937
- Getargel 748
- Goght 1921
- Hatis 302
- Hatsavan 608
- Jraber 377
- Jrvezh 7198
- Kamaris 2075
- Kaputan 1210
- Katnaghbyur 609
- Kotayk 1558
- Mayakovski 2161
- Nor Gyugh 1423
- Nurnus 532
- Ptghni 1595
- Sevaberd 211
- Verin Ptghni 893
- Voghjaberd 838
- Zar 1337
- Zovashen 147
- Zovk 901[1]